# Linfoma cutâneo de células T
Linfomas cutâneos de células T (LCCT) ou Linfoma T cutâneo são um grupo de cânceres originados de linfócitos T que formam erupções ou placas vermelhas na pele, similares a uma dermatite crônica, antes de se espalhar pelos outros órgãos. São linfomas não Hodgkin, geralmente indolentes, difíceis de curar, mas geralmente pouco agressivos e tratáveis.
Afetam duas vezes mais homens, tipicamente entre 40 e 60 anos, com incidência anual de 1 a cada 200.000 de habitantes e representam apenas 2% dos cânceres de células sanguíneas.

## Classificação
Os linfomas cutâneos de células T podem ser divididos, segundo a OMS, nos seguintes tipos:
- Micose fungoide (metade dos casos, pouco agressivo e indolor, também chamado de "doença de Alibert-Bazin")
  - Variantes da micose fungoide (Reticulose pagoide, pele laxa granulomatosa e MF foliculotrópica)
- Síndrome de Sézary (segundo tipo mais comum, mais agressivo e favorece infecções oportunistas)
- Leucemia de células T do adulto
- Linfoma subcutâneo de células T
- Linfoma cutâneo primário de células T periféricas
- Papulose linfomatoide (CD30+)
- Pitiríase liquenoide crônica
- Linfoma de células T ou NK extranodal

## Causas
Na maioria dos casos a causa é desconhecida, não parece ser genético e não é contagioso, mas possui correlação positiva com oncovírus causadores de linfomas.

## Sinais e sintomas
O LCCT evolui em 4 estágios:

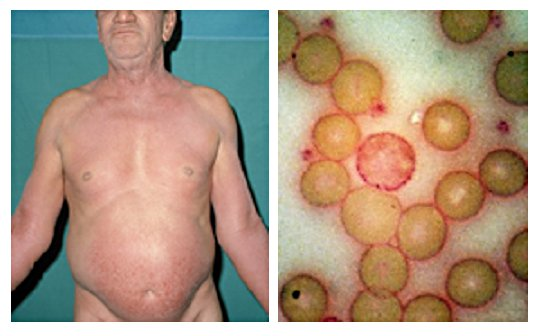
Homem de 61 anos com maioria do corpo afetado. O linfócito T canceroso (célula de Sézary) no centro da imagem direita foi tingido com PAS.

- Primeiro estágio: Manchas rosadas de até 15 cm de diâmetro, que podem ter escamas finas, indolores, podem ser únicas ou múltiplas e podem coçar. Em indivíduos de pele escura, podem ser mais claros ou mais escuros que o resto da pele. À medida que o linfoma infiltra a pele as manchas se tornam placas palpáveis. Afeta menos de 10% da pele.
- Segundo estágio: As placas tendem a ser elevadas, com escamas finas, bem demarcadas, avermelhadas e com bordas irregulares. Forma anelar com centro claro e coceira são comuns.
- Terceiro estágio: Maioria da pele vermelha e irritada. Pode haver células T cancerosas (células de Sézary).
- Quarto estágio: Grande número de células T cancerosas no sangue. Pode haver envolvimento visceral, principalmente de fígado e baço. Infecção da pele se transforma em tumores ulcerados e necróticos.

## Diagnóstico
Após um exame clínico e análise do leucograma, o diagnóstico definitivo é feito com biópsia da pele afetada. Ao microscópio se podem ver os linfócitos T cancerosos.
Diagnósticos diferenciais
A irritação da pele é similar a causada por:
- Diversos tipos de de dermatite
- Reações adversas a medicamentos
- Psoríase
- Líquen plano
- Paniculite
- Foliculite

## Tratamento
Cremes esteroides ajudam a aliviar a coceira e podem limpar rashes ou placas de CTCL por longos períodos de tempo. Se usados por muito tempo podem deixar a pele mais fina e sensível. Quimioterapia tópica, como carmustina, na forma de creme aplicado na área afetada diariamente ou a cada dois dias. Outra opção é um comprimido de Psoralen duas horas antes de exposição a luz ultravioleta, duas vezes por semana, por até 30 sessões. Tumores pequenos e localizados também podem ser tratados com radioterapia superficial em baixas doses.